# 이토 류지
이토 류지(일본어: 伊藤 竜司, 1990년 7월 23일 ~ )는 일본의 축구 선수이다.

## 구단 경력
그는 2009년부터 2020년까지 J리그의 요코하마 FC, 마쓰모토 야마가 FC, 후지에다 MYFC, 도치기 SC에서 활동하였다.